# Rudi Hiti
Rudi Hiti  (* 4. listopadu 1946 Jesenice) je bývalý jugoslávský a slovinský lední hokejista, reprezentant Jugoslávie a hokejový trenér. Od roku 2007 je členem Síně slávy slovinského hokeje. Roku 2009 byl uveden také do Síně slávy IIHF – jako druhý Slovinec v historii po Ernestu Aljančičovi st. (uveden 2002).

## Rodina
Jeho mladší bratr Gorazd Hiti (* 1948) také reprezentoval Jugoslávii, mj. na třech zimních olympijských hrách. Společně si zahráli na ZOH 1972 v Sapporu. Gorazd Hiti se účastnil mj. ZOH 1984, které se konaly v jugoslávském městě Sarajevo, metropoli Bosny a Hercegoviny.

## Hráčská kariéra

### Klubová kariéra
S hokejem začínal v HK Jesenice, později působil v jugoslávské lize v týmech HK Kranjska Gora a HK Olimpija Lublaň. V roce 1970 byl blízko angažmá v kanadsko-americké NHL. Zajímali s o něj Chicago Blackhawks. V přípravném utkání však utrpěl zranění a smlouva podepsaná nakonec nebyla. Později působil v Itálii, kde hrál za HC Alleghe a HC Bolzano. V pokročilém věku v sezóně 2000/2001 odehrál ještě několik utkání za HK Bled.

### Reprezentační kariéra
Za Jugoslávii hrál na sedmnácti světových šampionátech, což je světový rekord. Reprezentoval také na Olympijských hrách v letech 1968 a 1972, v roce 1976 na start nebyl připuštěn, protože nesplňoval kritéria amatéra. V reprezentaci vstřelil 84 gólů ve 177 utkáních.

### Ocenění
- člen Síně slávy slovinského hokeje od roku 2007
- člen Síně slávy Mezinárodní hokejové federace (uveden jako druhý Slovinec)

## Trenérská kariéra
Trenérskou kariéru začal v italském Bolzanu jako asistent v roce 1986. Jako hlavní trenér působil například v HK Jesenice, Bolzanu, HK Bled a v devadesátých letech také u nově vytvořené reprezentace Slovinska.